# Acropeltates diversicornis
Acropeltates diversicornis är en tvåvingeart som beskrevs av Kertesz 1923. Acropeltates diversicornis ingår i släktet Acropeltates och familjen vapenflugor.
Artens utbredningsområde är Colombia. Inga underarter finns listade i Catalogue of Life.